# Portland State University

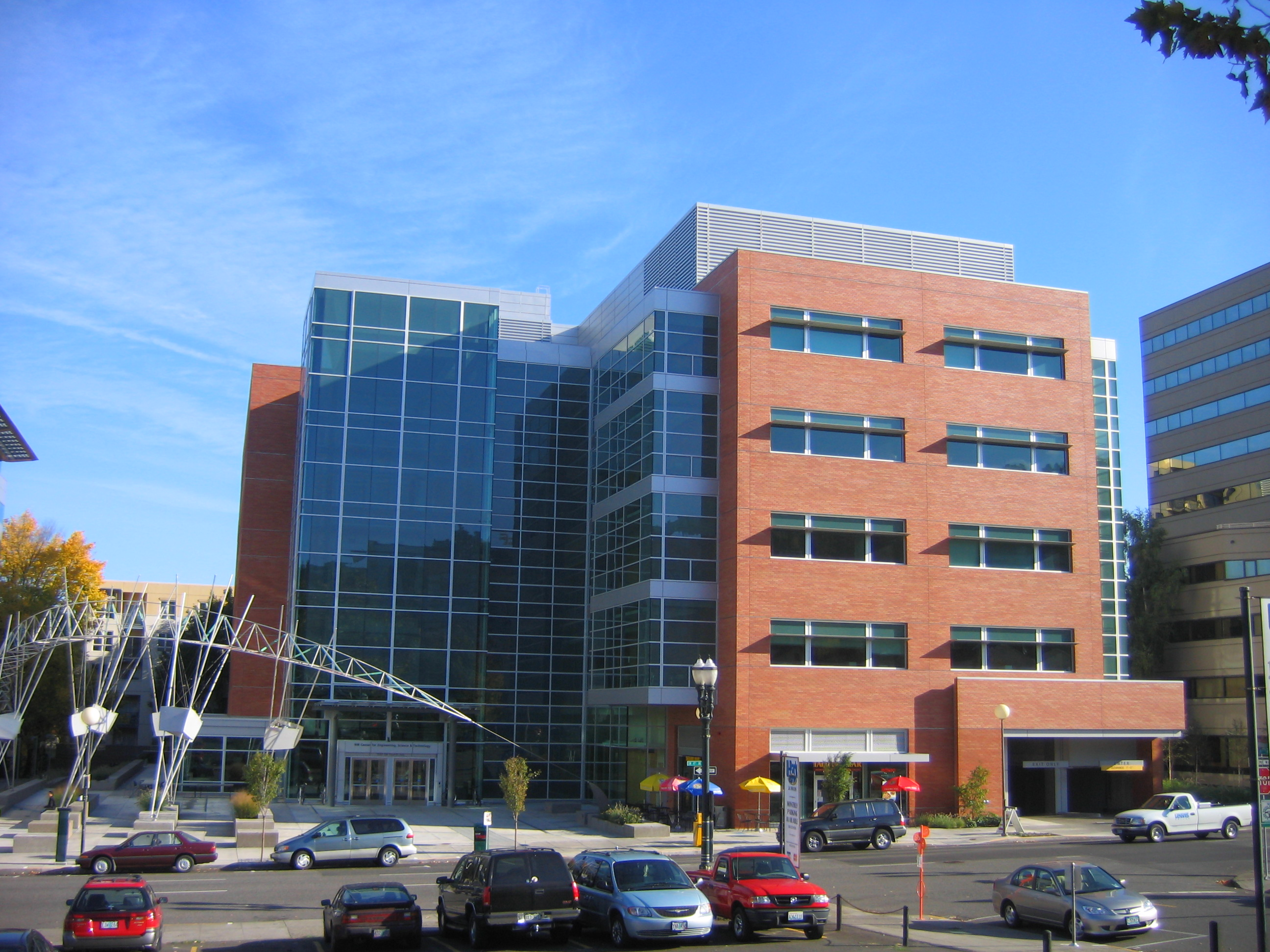
Portland State University

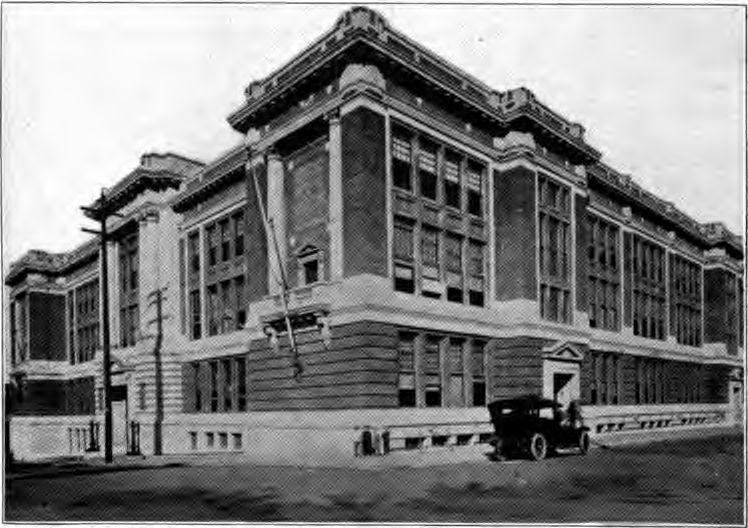
Lincoln Hall um 1920 (damals eine High School)

Die Portland State University (auch PSU genannt) ist eine staatliche Universität in Portland im US-Bundesstaat Oregon. Mit 23.117 Studenten ist sie die größte Hochschule in Oregon. Die 1946 gegründete Hochschule ist Teil des Oregon University System.

## Geschichte
Das Vanport Extension Center eröffnete 1946 um heimkehrenden Veteranen des Zweiten Weltkriegs eine höhere Ausbildung zu ermöglichen. Die Einrichtung überstand eine Flut und wurde dreimal verlegt, bevor sie ihren endgültigen Standort in Portland fand. 1955 erhielt die Hochschule den Status eines Four-Year-College und wurde in Portland State College umbenannt. Mit der Umbenennung in Portland State University erhielt die Hochschule 1969 Universitätsstatus.

## Organisation und Studium
Wie an US-amerikanischen Hochschule üblich, werden die Fakultäten Schools oder Colleges genannt:
- College of Liberal Arts and Sciences
- College of Urban and Public Affairs
- Graduate School of Education
- Maseeh College of Engineering and Computer Science
- School of Business Administration
- School of Extended Studies
- School of Fine and Performing Arts
- School of Social Work

An der Universität können Abschlüsse in 226 verschiedenen Fächern erworben werden. Die Mindeststudiengebühr beträgt 7.264 US-Dollar für Undergraduate-Studien und 15.558 US-Dollar for Graduate-Studien pro Jahr.

## Sport
Die Sportteams der Portland State University sind die Vikings. Die Hochschule ist Mitglied in der Big Sky Conference.

## Persönlichkeiten
Dozenten
- Ivan Sutherland (* 1938) – Informatiker, Turing Award 1988

Absolventen

Der Nike-Swoosh

- Jean M. Auel (* 1936) – Schriftstellerin
- Bree Schaaf Boyer (* 1980) – Skeleton- und Bobpilotin
- Mark Dacascos (* 1964) – Schauspieler
- Carolyn Davidson (* 1943) – entwickelte das Nike-Logo Swoosh während des Studiums
- Scott Davis – CFO der United Parcel Service
- Bryan Grieg Fry (* 1970) – Biowissenschaftler
- David Hasselhoff (* 1952) – Schauspieler
- Terence Knox (* 1946) – Schauspieler
- Andreas Lawaty (* 1953) – Historiker
- Courtney Love (* 1964) –  Schauspielerin und Rockmusikerin
- Holly Madison (* 1979) – Model
- Bill Plympton (* 1946) – Animator und Regisseur
- Mike Richardson – Gründer Dark Horse Comics
- Barbara Roberts (* 1936) – 34. Gouverneurin des Bundesstaates Oregon
- Esperanza Spalding (* 1984) – Jazzmusikerin
- Ime Udoka (* 1977) – Basketballspieler